# 坎特柏里之聲
坎特柏里之聲(Canterbury Scene or Canterbury Sound)是一個泛稱的分類，用來代表在1960年代晚期至1970年代在英國肯特郡坎特柏里疊次興起的前衛搖滾音樂家們。

## 根源
這些音樂家們在音樂上並不一定有著緊密的聯繫，但在異想天開的程度、迷幻藥的接觸、歌詞的拗讀難解以及來自於爵士樂的即興演奏上卻有著相當一致的表現。
這場長達十餘年的音樂饗宴根源自組成於1964年的團體Wilde Flowers，該團體的成員日後出走各自組成了軟機器樂團以及Caravan樂團。爾後，從這兩個團體離開的音樂家，又組成了幾個不同的樂團。
坎特柏里之聲的濫觴一部份可以追溯至1961年，當澳洲人Daevid Allen寄住在Robert Wyatt雙親開設在林頓的guest house，距離坎特柏里十哩遠。Allen介紹給他大量廣泛的爵士唱片、與眾不同的生活方式以及爵士鼓手George Niedorf日後啟蒙了Wyatt的鼓技。在1961年，Wyatt、Allen以及Hugh Hopper組成了Daevid Allen三重奏。66年，Wyatt、Allen和其他几个乐手成立了Soft Machine，之后Hugh Hopper也加入进来。
1964年，The Wilde Flowers成立，这个乐队解散后，乐队成员组建了Soft Machine、gong等知名乐队。
坎特柏里之聲同時廣為眾人所知的是，音樂家們經常於不同團體中穿梭來回。像是Richard Sinclair曾經參與過
the Wilde Flowers、Camel樂團、Caravan以及Hatfield and the North。Robert Wyatt也曾參加the Wilde Flowers、Soft Machine」、Matching Mole同時也發行了多張個人專輯。

## 團體與音樂家
包括：
- Kevin Ayers
- Camel
- Caravan
- Comus
- Delivery
- Egg
- Gilgamesh
- Gong
  - Daevid Allen
  - Steve Hillage
- Hatfield and the North
- Henry Cow
  - Lindsay Cooper
  - Chris Cutler
  - Fred Frith
  - John Greaves
  - Tim Hodgkinson
- Matching Mole
- National Health
- Quiet Sun
- Short Wave
- Soft Machine
  - Hugh Hopper
- Wilde Flowers
- Robert Wyatt

## 唱片廠牌
- Burning Shed Records - www.burningshed.com（页面存档备份，存于）
- Cuneiform Records
- Recommended Records
- Virgin Records
  - Caroline Records
- Harvest Records (an imprint of EMI)
- Vertigo Records
- Voiceprint Records

## 外部連結
- Collapso - Canterbury Music Family Tree
- Calyx: The Canterbury Website
- www.progarchives.com
- Facelift Magazine（页面存档备份，存于）